# آيت حمو الصغير (أولاد خليفة الجنوبية)
آيت حمو الصغير هو دُوَّار يقع بجماعة مرشوش، إقليم الخميسات، جهة الرباط سلا القنيطرة في المملكة المغربية. ينتمي الدوّار لمشيخة أولاد خليفة الجنوبية التي تضم 4 دواوير. يقدر عدد سكانه بـ 1230 نسمة حسب الإحصاء الرسمي للسكان والسكنى لسنة 2004.

## وصلات خارجية
- البوابة الوطنية للجماعات الترابية
- المندوبية السامية للتخطيط